# Waadtländisches Militärmuseum Morges

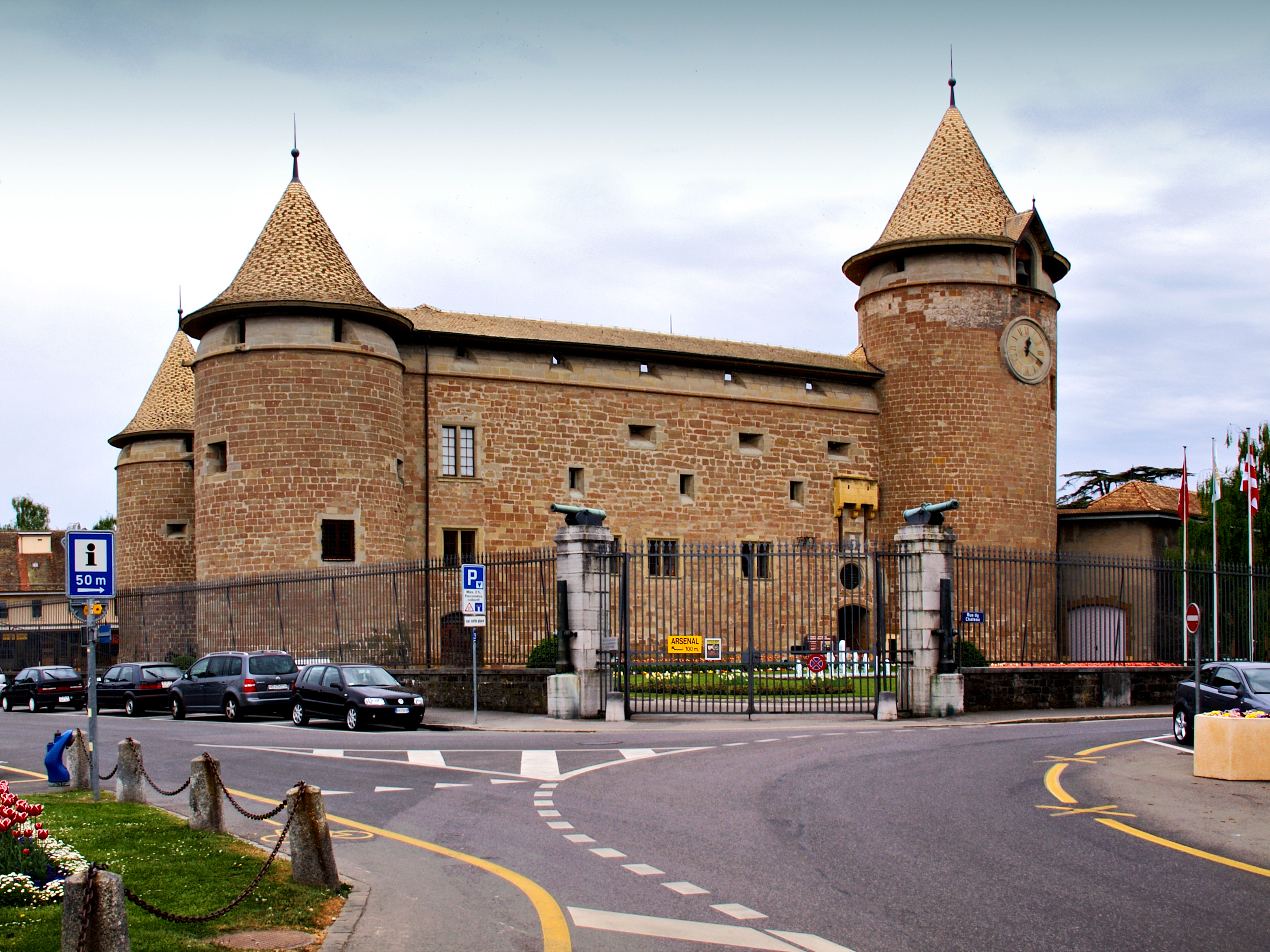
Château de Morges

Das Waadtländische Militärmuseum Morges (französisch Musée militaire vaudois, Morges) in Morges in der Schweiz beherbergt diverse Sammlungen von geschichtlichem Interesse, darunter eine eindrückliche Geschützsammlung der schweizerischen Militärgeschichte von der Zeit der Burgunderkriege bis zum Zweiten Weltkrieg.

## Geschichte
Das Château de Morges wurde zwischen 1286 und 1296 zum Schutz der in den gleichen Jahren von den Grafen des Hauses Savoyen gegründeten Stadt Morges durch den Baumeister Huet de Morges als typisches Carré savoyard im Viereckgrundriss mit dem Donjon und drei kleineren Türmen an jeder Ecke erbaut. Nach der Übernahme des Waadtlandes durch die Berner wurde es zum Sitz der Bernervögte, nach 1803 zum Kantonalen Zeughaus und 1925, nach dem Umzug des Zeughauses in einen Anbau wurde es zum waadtländischen Militärmuseum.

## Die Sammlungen
Zurzeit beherbergt das Schloss vier Sammlungen, eine historischer Blank- und Handfeuerwaffen, eine Geschützsammlung, eine Sammlung von Miniatur-Schlachtdarstellungen und seit 2006 die Sammlung der Waadtländer Kantonspolizei. In Vorbereitung ist 2015 ein Gedenkraum an den früher in Tolochenaz bei Morges wohnhaften Pianisten Ignacy Jan Paderewski. Nicht fürs Publikum zugänglich ist eine umfangreiche Bibliothek über Waffen und ihre Geschichte, für Studienzwecke kann sie jedoch auf Anfrage konsultiert werden.

### Historische Waffen
Die Sammlung umfasst schweizerische und ausländische Stangenwaffen, Rüstungen, Blankwaffen, Schusswaffen, Uniformen, Waffen aus dem Besitz von Napoleon Bonaparte und anderes Kriegsgerät bis zur Neuzeit. Regelmässig werden auch temporäre Ausstellungen über Waffen und Kriegsereignisse organisiert.

### Geschütze
Ein Rundgang im Parterre der Festung zeigt die Entwicklung der Artillerie von in den Burgunderkriegen verwendeten Geschützen bis zu den im Zweiten Weltkrieg von der Schweizerarmee eingesetzten Kanonen. Interessant sind ein in Festungen eingesetzter Kugelmörser und ein von der Firma Colt hergestelltes Gatling-Repetiergeschütz im Kaliber 1 Zoll (2,54 cm). Dazu kommen Richtinstrumente, ein Baranoff-Apparat zum Analogieschiessen sowie diverse Vitrinen mit Geschützgranaten.

### Sammlung der Waadtländer Kantonspolizei
Neben alten Radargeräten, einer nachgebauten Zelle, einer Büroausrüstung und diversen Polizeiwaffen verdienen die drei ausgestellten Motorräder besonderes Interesse.

### Miniatur-Schlachtdarstellungen
In einem verdunkelten Raum werden diverse Schlachtdarstellungen von der Römerzeit bis in die Zeit Napoleons gezeigt.

### Saal Ignacy Jan Paderewski
Ignacy Jan Paderewski (1869–1941) war ein polnischer Pianist, Komponist und Politiker. Er hatte von 1896 bis 1902 seinen Wohnsitz in der Villa Riond-Bosson in Tolochenaz bei Morges.

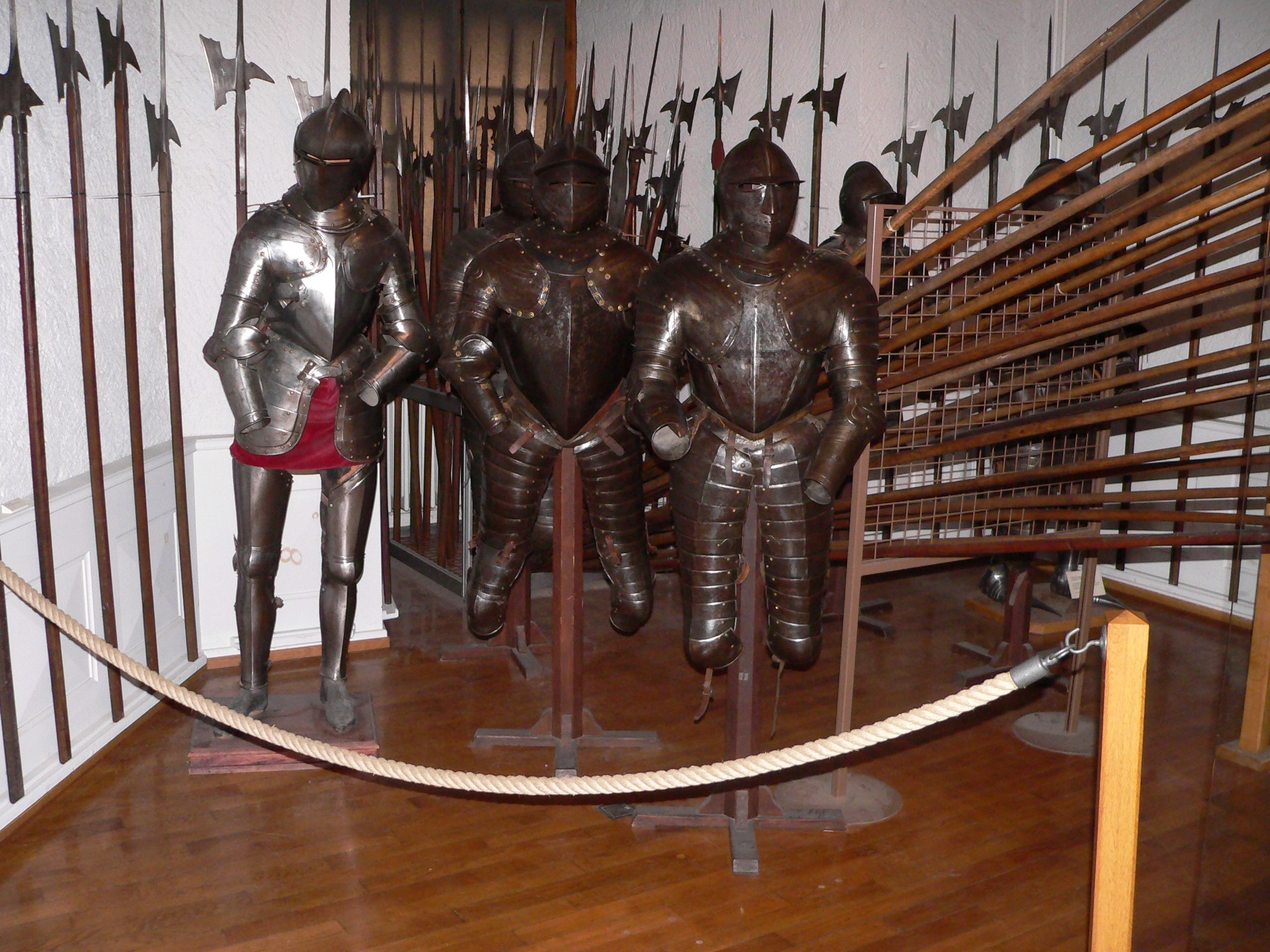
Stangenwaffen, Rüstungen.
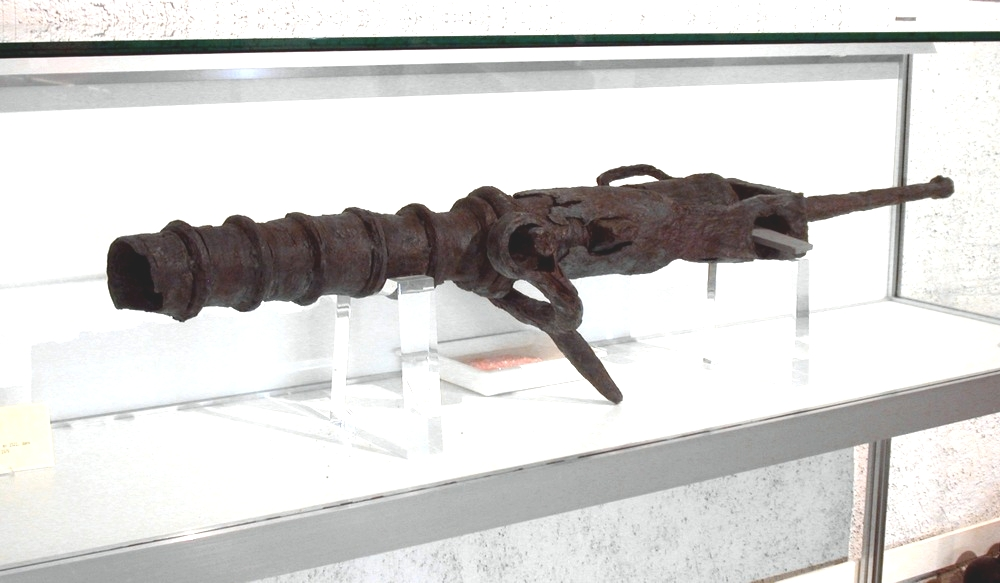
Früher Marinehinterlader.
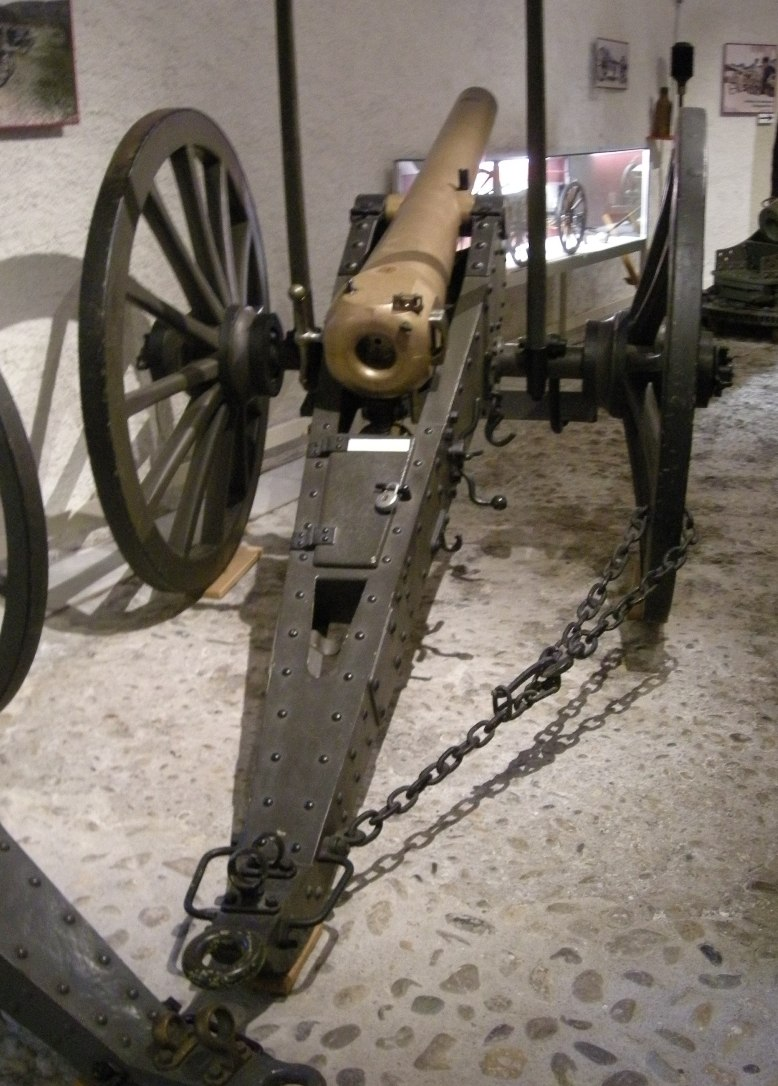
8,4 cm Feldkanone Ord 1871.
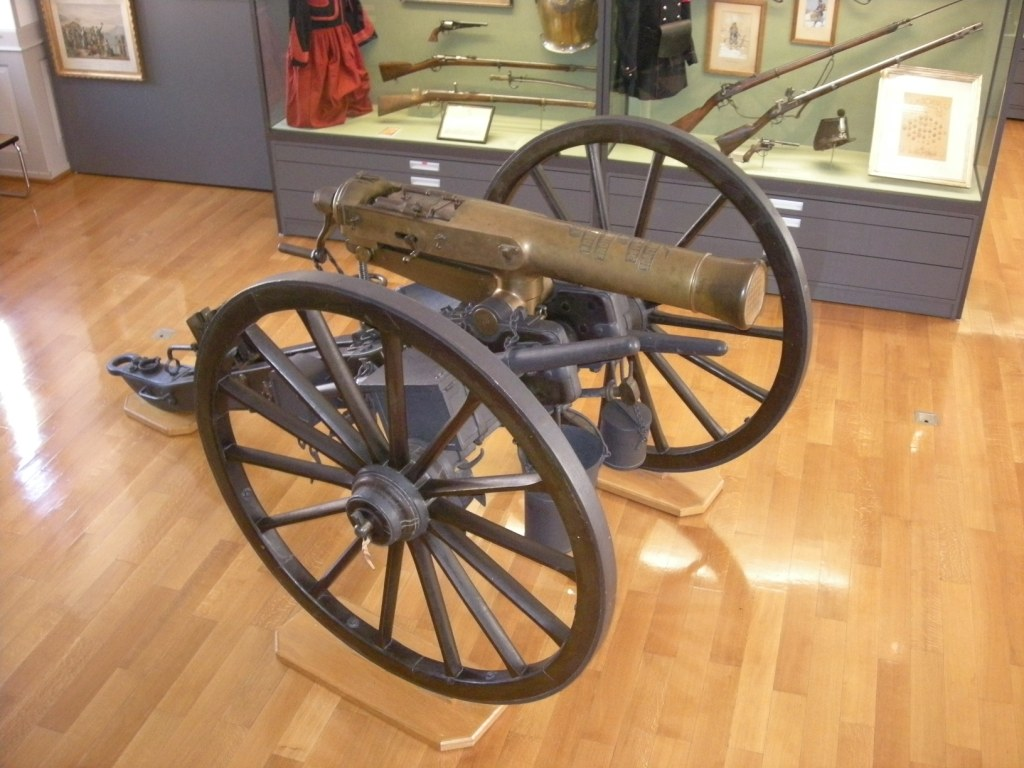
De Reffye Mitrailleuse.
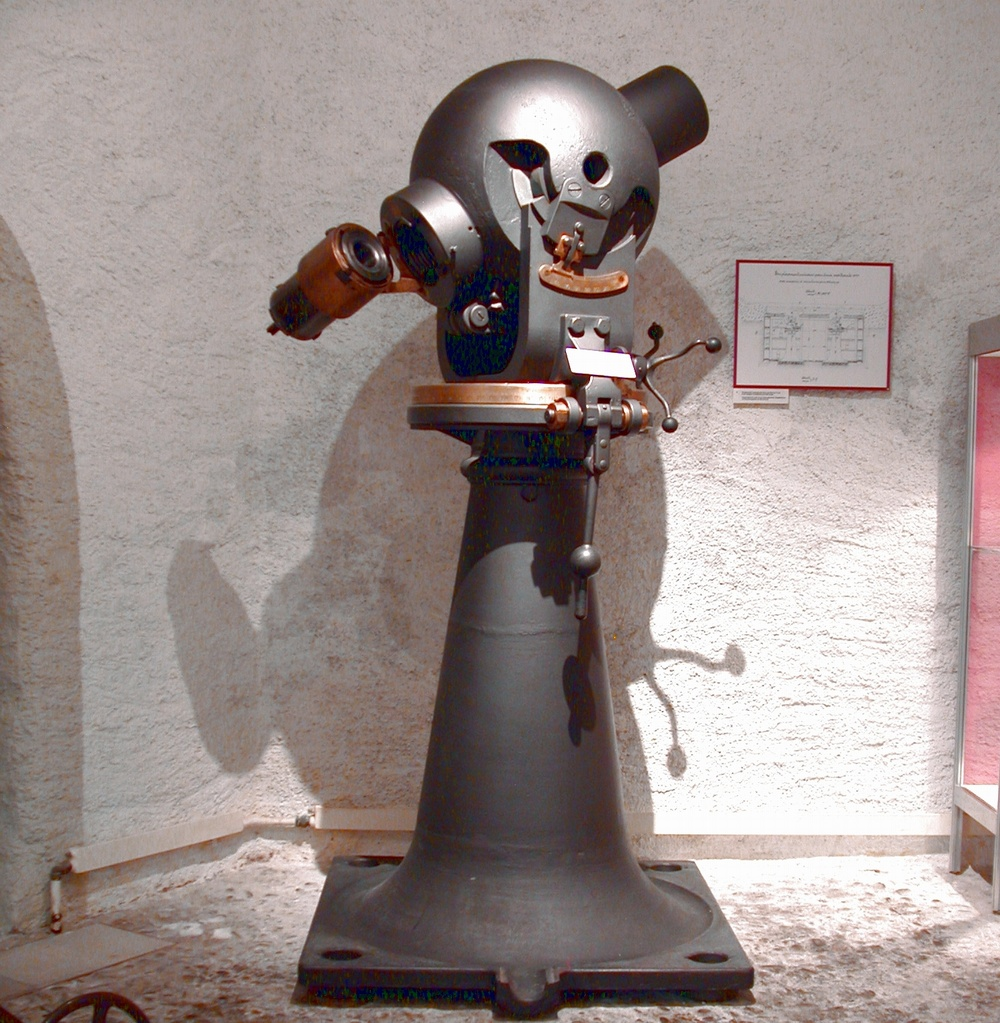
Kugelmörser 12 cm Ord 1888.
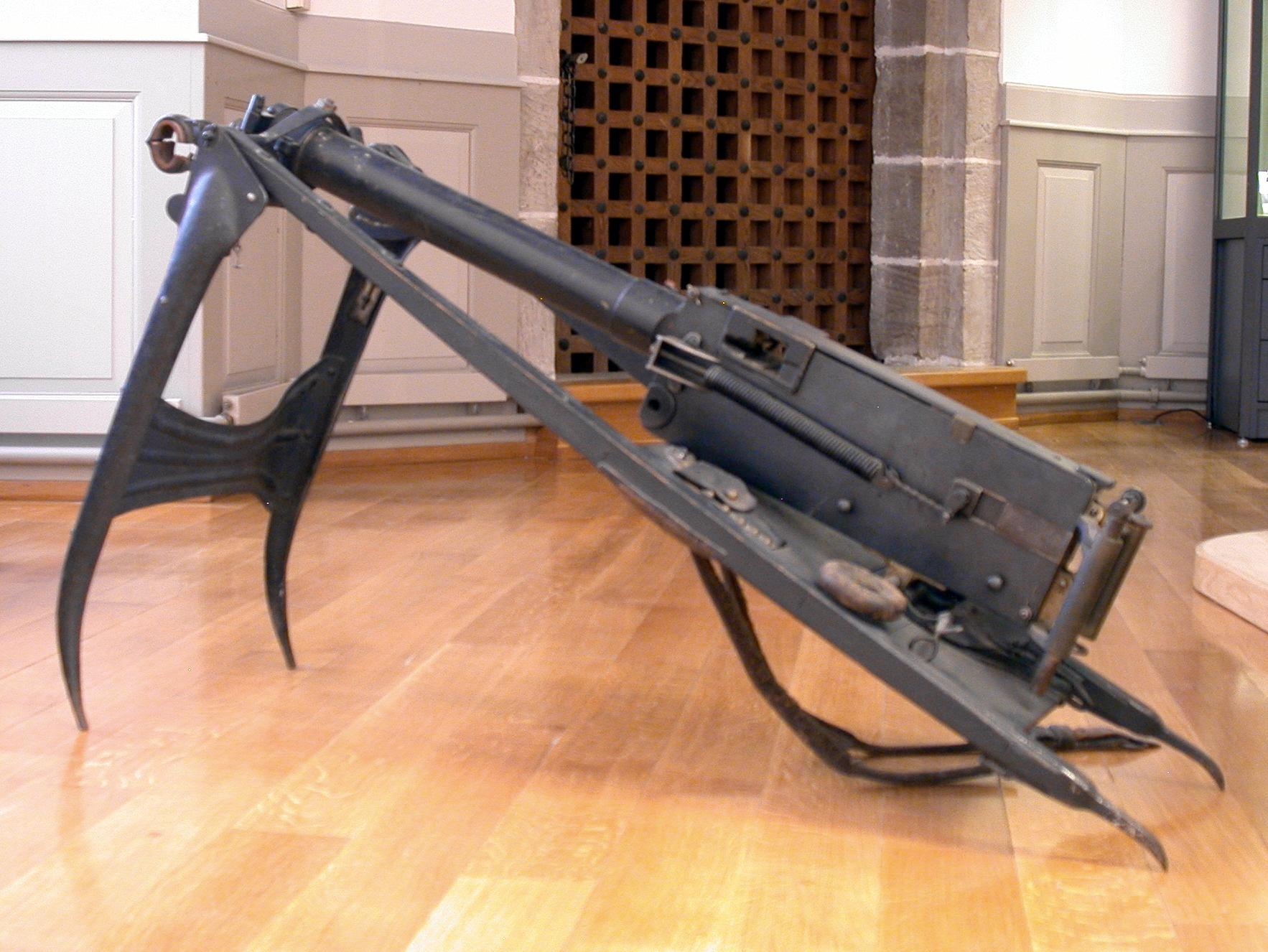
Maxim-Maschinengewehr Modell 1894.
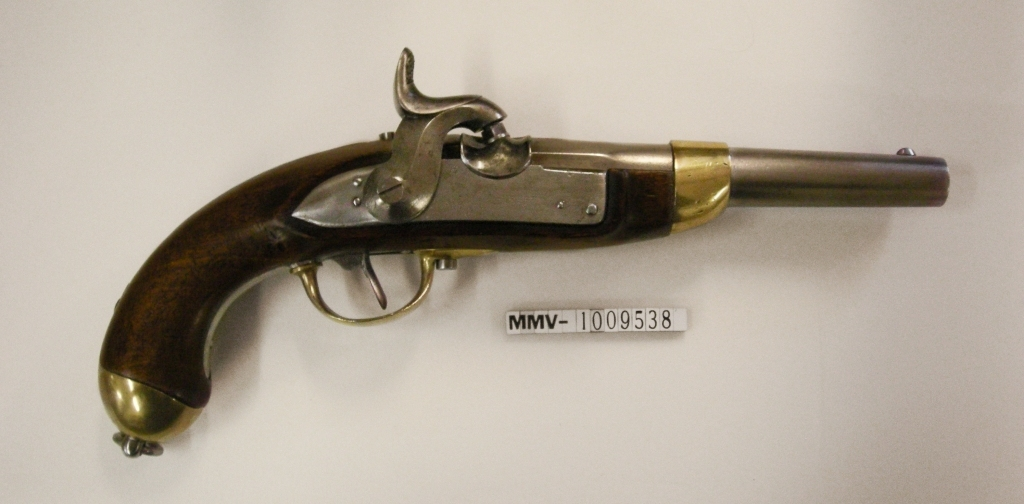
Perkussionspistole, eidgenössische Ordonnanz 1817/42.
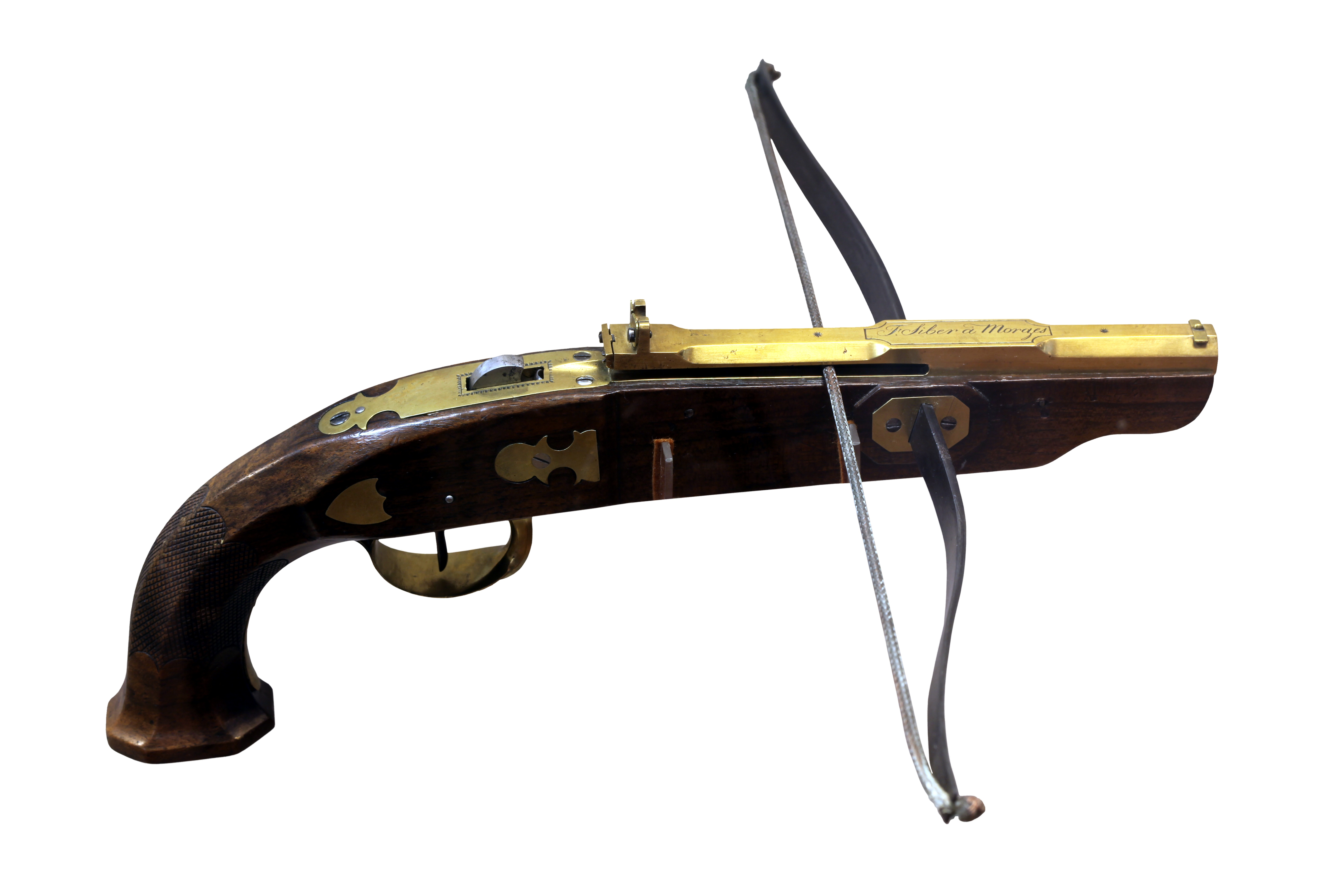
Pistolenarmbrust, frühes 19. Jahrh. Hersteller: Frédéric Siber in Morges